# Vicent Garcés
Pour les articles homonymes, voir Vicent Miquel.
Vicent Miquel Garcés i Ramón (en catalan) ou Vicente Miquel Garcés y Ramón (en espagnol), né le 10 novembre 1946 à Llíria (province de Valence), est un ingénieur agronome et homme politique espagnol,.
Membre du PSPV / PSOE, il est député au Parlement valencien (1987-1999) et au Parlement européen (2007-2009, 2011-2014),.
Il enseigne également à l'université Polytechnique de Valence et à la faculté de sciences économiques de l'université de Valence,.